# Butoiu de Jos, Dâmbovița
Butoiu de Jos este un sat în comuna Hulubești din județul Dâmbovița, Muntenia, România. Se află în partea de vest a județului,  în Platforma Cândești din Podișul Getic.

## Istorie
Satele În trecut, sat Butoiu de Jos şi Butoiu de Sus sunt aşezate pe Valea Butoiului, între dealuri acoperite de păduri.
ul Butoiu de Jos s-a numit Potoc, aşa cum se numea şi mănăstirea Butoiu.
Satul şi-a luat numele de la pârâul Potoc [], cum se numea în trecut Potopul, care trece prin apropierea acestui sat.
Cu numele de Butoiu satul apare la sfârşitul secolului al XVII-lea. Astfel, un document din 1692, vorbeşte de „moşia Butoiul”, din hotarul satului Dragomireşti []. Prin anii 1648-1649, după construirea mănăstirii Butoiu, pe temelia celei vechi, de către Banul Spahiul din Vâlsăneşti, mare ban pe timpul lui Matei Basarab, legenda spune că acesta ar fi dat în dar mănăstirii un sălaş de ţigani, pentru a munci pe pământurile mănăstireşti. Mulţi dintre ţiganii oferiţi mănăstirii practicau diferite meserii, ca: lăutari, fierari, zidari, pietrari – meserii care s-au transmis din tată în fiu până în zilele noastre.
Satul Potoc exista în timpul domniei lui Neagoe Basarab, ctitorul mănăstirii Curtea de Argeş, fiind sat de moşneni, aşa cum aflăm dintr-un document emis la Bucureşti în data de 13 iunie 1559. Voievodul mai sus amintit oferă ocină unor moşneni „în Potoc pe Tala”[].
Ţiganii au convieţuit alături de moşnenii existenţi deja în satul Potoc (Butoiu de Jos) până în zilele noastre.
Satul Butoiu de Sus, sat de moşneni ai cărui locuitori se ocupau în special de creşterea animalelor, dar practicau şi o agricultură rudimentară pe terenurile din jurul caselor, există de asemenea aici din cele mai vechi timpuri.
Un document datat din octombrie 1569, emis la Târgovişte în timpul domnitorului Alexandru Mircea, cuprindea porunca voievodului dată popei Micu şi cetăţenilor săi, prin care le întăreşte stăpânire asupra părţilor de moşie cumpărate în Dârmocsin. Tot în acest document se vorbeşte de „matca Butoiaşului”, pârâul de la care a împrumutat denumirea chiar satul [].                           
După extinderea în zonă a influenţei mănăstirii Potoc, acest sat devine sat cu proprietate mixtă (moşnenească şi mănăstirească), deseori iscându-se certuri aprige între moşneni şi egumenii mănăstirii [].
O frumoasă descriere a acestor locuri o găsim într-un articol din anul 1907 al lui N. Bănescu, în revista craioveană „Ramuri”:
„Ce rai va fi fost aici odinioară, când codrii acopereau aceste dealuri, presărate cu micile case albe, până la şosea, când oamenii agoniseau lesne, când nu se purta lupta grea cu nevoile zilei şi lăcomia se oprea în faţa celor sfinte sau pomenite din vechi!
Zbuciumul vieţii necăjite şterge peste tot poiezia! Codrii se taie lăsând în urma lor urâte dealuri pleşuve, aşezările bătrâne se surpă, liniştea lor bună care alina atâtea suflete rănite, departe de haosul lumei se curmă pretutindeni.” [] Toponimul „Butoiu” mărturiseşte, după informaţia locală, cultivarea intensă în trecut a viţei de vie, pe dealurile Cerului, al Calului, al Viei, precum şi practicarea de către locuitori a meşteşugului dogăriei. Butoaiele pline cu vin făceau obiectul unui schimb intens, într-un spaţiu geografic ce cuprindea împrejurimile, ajungând până dincolo de Bucureşti, Câmpulung, Curtea de Argeş şi Piteşti. 
Dintre toponimele locale, de asemenea cu rezonanţă românească, enumerăm: Valea Rea, Valea Calului, Valea Sălciilor, Valea Puturoasa, Valea Cobiei, Valea Raciului, Dealul Nucului, Rogojina, Scorţărelul, Glodul de Sus, Glodul de Jos.
Deci moşnenii din satele Butoiu de Jos şi Butoiu de Sus au fost oameni harnici care se ocupau cu creşterea vitelor, practicau agricultura pe terenurile poienite de ei în jurul caselor, dar şi diferite meserii, de bază fiind dulgheria şi dogăria. Mulţi dintre ei se ocupau cu cărăuşia. 

Ţiganii stabiliţi în Butoiu de Jos din vremea domniei lui Matei Basarab erau buni meseriaşi în fierărie, zidărie, pietrărie, iar mulţi au transmis meseria de lăutar din tată în fiu, până în zilele noastre.
1. ↑  Google Earth
2. ↑  x indică operatorul telefonic: 2 pentru Romtelecom și 3 pentru alți operatori de telefonie fixă

 Acest articol despre o localitate din județul Dâmbovița este deocamdată un ciot. Puteți ajuta Wikipedia prin completarea lui.